# From Hell
From Hell è una miniserie a fumetti scritta da Alan Moore e disegnata da Eddie Campbell, incentrata sulla  vicenda di Jack lo squartatore. Il titolo è tratto dall'intestazione di una delle tante lettere spedite alle autorità inquirenti durante il periodo degli omicidi, nota appunto come "From Hell", che secondo le autorità dell'epoca si sarebbe trattato d'un messaggio autentico del famoso assassino seriale.

## Pubblicazione
È stata pubblicata originariamente in dieci albi usciti tra il 1991 e il 1996 e poi raccolto in un unico volume nel 1999. Anche in Italia la miniserie è stata pubblicata da principio in volumi separati, ma nel 2005 è uscita un'edizione della Magic Press che raccoglie in un unico volume tutti i sedici episodi.

## Genesi e contenuto
From Hell è ispirato alla teoria dell'inglese Stephen Knight, descritta nel suo libro Jack the Ripper: The Final Solution e derivante dai racconti di Joseph Gorman, che si dichiarava figlio illegittimo di Walter Sickert. Il libro racconta di come i delitti facessero parte di una cospirazione riguardante la nascita di un figlio illegittimo del principe Alberto Vittorio, teoria considerata poco attendibile anche dallo stesso Moore che, in appendice della raccolta, ha scritto di non averla voluta prendere alla lettera, ma di considerarla come un interessante punto di partenza per il suo racconto immaginario dei delitti dello squartatore, il suo tempo e l'impatto che ha avuto sulla società.
Moore e Campbell si sono documentati molto sia sui fatti che sulla Londra dell'epoca per rendere la storia verosimile. La raccolta From Hell contiene più di quaranta pagine di note e referenze, che indicano quali fatti sono scaturiti dalla fantasia di Moore e quali si basano su avvenimenti realmente accaduti, anche se questi a volte confliggono con il parere di alcuni esperti dei delitti. Le annotazioni sono seguite da un epilogo a fumetti in cui Moore e Campbell avanzano alcune ipotesi sui reati commessi lasciando intendere però che probabilmente l'autore resterà per sempre celato.

## Trama
Alberto Vittorio, duca di Clarence e Avondale (conosciuto anche come il principe Eddy) secondo nella linea di successione dopo suo padre Alberto Edoardo, principe di Galles (il futuro re Edoardo VII) si sposa con l'amante Annie Crook, una ragazza cattolica originaria dell'East End di Londra e dalla modesta estrazione sociale, che dà alla luce una bambina. Il duca però aveva avviato una relazione con la donna dietro mentite spoglie, facendosi introdurre negli ambienti frequentati da quest'ultima come un semplice artista. La regina Vittoria viene a sapere alla fine del matrimonio e Alberto è pertanto separato a forza dalla moglie, che viene prontamente rinchiusa in un manicomio, dove al medico reale Sir William Gull viene quindi ordinato dalla stessa regina di comprometterne la salute mentale, cosa che il medico fa danneggiandone irreparabilmente la tiroide e costringendola con ciò al silenzio. 
La figlia del duca viene nel frattempo data in affido ai genitori di Annie dal pittore Walter Sickert, un amico di Eddy che lo aveva appunto introdotto e spesso accompagnato nelle sue gite nell'East End; ai genitori della donna, ignari delle frequentazioni della figlia (e perciò pure dell'identità del padre della piccola) non viene data alcuna spiegazione su tutta questa situazione venutasi a creare, ed il padre si convince anzi che la piccola sia venuta al mondo a seguito d'un rapporto incestuoso avuto in passato con la sua stessa figlia.
La questione, senz'altro scandalosa e potenzialmente destabilizzante per l'ordinamento politico del Regno, pare risolta fino a quando un gruppo di prostitute, amiche di Annie (anch'esse però all'oscuro della vera identità del suo sposo) non prendono a ricattare Walter Sickert, che credono appunto il vero padre della bimba, al fine di racimolare una somma tale da pagarsi la protezione da una banda di truci teppisti che le hanno prese di mira. Quando la regina Vittoria viene a sapere del tentativo di ricatto, Gull è di nuovo arruolato, questa volta per mettere però a tacere questo gruppo di donne. Gull, un massone di una certa importanza, dà dunque  inizio ad una serie di violentissime esecuzioni, uccidendole e squartandone brutalmente i corpi con l'aiuto di un cocchiere semianalfabeta di nome John Netley, il tutto nella quiescenza della polizia che, conoscendo bene sia lui sia la missione affidatagli dalla Corona, cerca dunque di non interferire in alcuna maniera nella vana speranza che il tutto si vada risolvendo celermente e senza troppi scandali. 
Mentre il medico giustifica i brutali omicidi sostenendo che essi siano un avvertimento massonico ad un'apparente minaccia al trono degli Illuminati, gli omicidi sono in realtà parte di un elaborato rituale mistico per assicurare il dominio della società maschile sulle donne. Mano a mano che i delitti proseguono, Gull diventa sempre più sicuro e disinvolto, culminando in una completa visione psichica del futuro durante l'assassinio di Mary Jane Kelly.
La storia è anche uno studio introspettivo su Gull: esplora la sua filosofia personale e le sue motivazioni e dà un senso al suo doppio ruolo di assassino reale e serial killer. Sebbene radicato ai dettagli biografici di Gull, Moore ha ammesso di aver preso una sostanziale libertà narrativa: nella vita reale Gull è colpito da un ictus, mentre nell'opera di Moore, invece, quest'evento è rappresentato come una teofania, con Gull che riceve la manifestazione di "Jabulon", una figura mistica massonica, che fondamentalmente altera la visione del mondo di Gull e lo conduce agli omicidi. Lo stesso medico accompagna poi John Netley, il suo cocchiere, unico confidente e aiutante riluttante, in un giro di attrazioni della capitale britannica (incluso l'Ago di Cleopatra e le chiese di Nicholas Hawksmoor) spiegandone il loro nascosto significato mistico, che è stato dimenticato dal mondo moderno. Più tardi, Gull obbliga il semianalfabeta Netley a scrivere la famigerata lettera From Hell ("dall'Inferno") che dà all'opera il suo titolo, ed a spedirla in segno di sfida alle stesse forze dell'ordine.
Col passar del tempo, la brutale scia di sangue di Gull finisce per far cadere l'intera città nel panico e nello sconcerto più totali e, ciononostante le accortezze della polizia, all'ispettore Frederick Abberline di Scotland Yard non possono non venirne dunque affidate le indagini. Abberline però non riesce a cavarci nulla, ritrovandosi a brancolare nel buio, fino a quando uno sedicente sensitivo, tal Robert James Lees, agendo di sua totale iniziativa a causa di un pesante dissidio personale con Gull, non lo identifica come l'assassino dinanzi all'ispettore. Tradotto dunque al cospetto di Abberline e Lees, Gull sorprendentemente confessa candidamente i propri crimini, ed i due uomini, colti di sorpresa tanto dalla facilità della confessione quanto dall'effettiva gravità della situazione, denunciano l'accaduto ai superiori all'interno delle forze di polizia, che però s'adoperano proprio per cercare di coprirne il coinvolgimento della Corona. Essi informano dunque i due di come Gull stesse operando da solo sulla scorta dei suoi impulsi violenti e folli. Più tardi, Abberline ha però modo di scoprire del tutto fortuitamente le intenzioni di Gull di infangare la faccenda del "bastardo" reale avuto dal Duca di Clarence, e rassegna perciò le dimissioni dalla Metropolitan Police, protestando per l'insabbiamento ufficiale degli omicidi.
Gull intanto viene giudicato da un consiglio massonico segreto, il quale lo etichetta come pazzo; da parte sua, Gull si rifiuta di sottomettersi al consiglio, informandoli che nessun uomo tra loro può essere considerato suo pari, e pertanto giudicarne la "grandiosa opera" che ha svolto. Gli viene allestito un falso funerale come trovata per il pubblico, essendo stato ufficialmente condannato alla pena capitale, mentre è invece tenuto prigioniero con il falso nome di Thomas Mason. Diversi anni dopo, proprio durante i suoi ultimi momenti di vita, Gull ha una lunga esperienza mistica, nella quale il suo spirito viaggia nel tempo ed osserva i crimini del Mostro di Londra ed istiga o ispira degli altri celebri assassini (come Peter Sutcliffe e Ian Brady); causa persino la morte tragicomica di Netley ed ha modo anche di vedere come sia servito da fonte d'ispirazione sia per Lo strano caso del dottor Jekyll e del signor Hyde di Robert Louis Stevenson, sia per The Ghost of a Flea di William Blake.
L'ultima esperienza nella quale il suo spirito intercorre prima che "diventi Dio", è una visione di Mary Kelly, l'unica delle prostitute ad essere scampata alla sua lama, che riuscendo a quanto pare a vederne lo spirito, gli intima causticamente di "tornare all'Inferno".